# Jérôme de Clibano

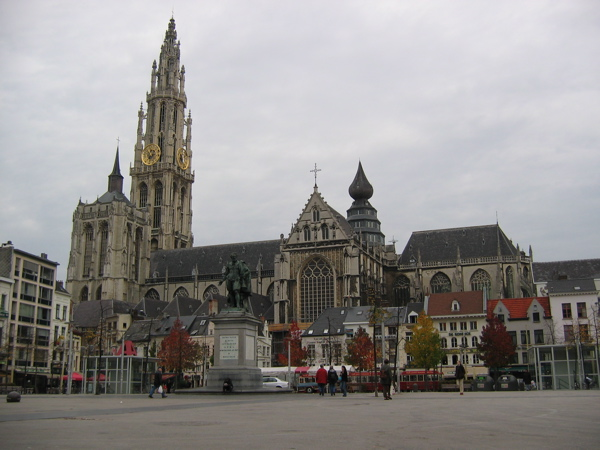
Clibano a probablement travaillé à la cathédrale Notre-Dame d'Anvers

Jérôme de Clibano (Jheronimus de Clibano ou Jhérome du Four), né vers 1459 et mort entre le 26 mars et le 16 mai 1503, est un compositeur et chanteur franco-flamand de la Renaissance. Il était membre de la Grande Chapelle des Habsbourg, le célèbre chœur de Philippe Ier de Castille, à la même époque que Pierre de la Rue. 

## Biographie

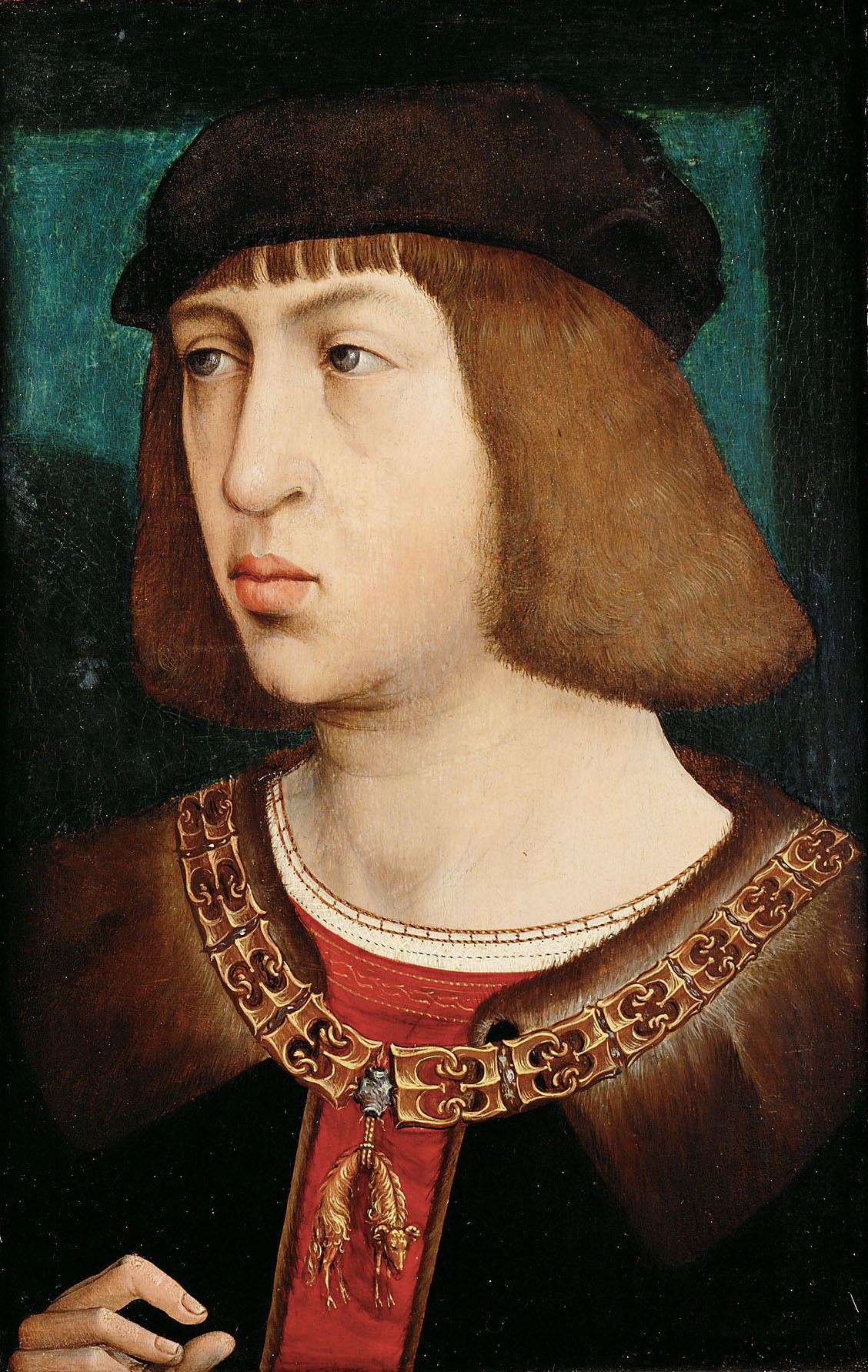
Philippe Ier de Castille a été l'un des employeurs de Jérôme de Clibano

Jérôme de Clibano naît dans une famille de musiciens : son père, Nicasius de Clibano (Nicaise de Clibano) et son frère Jan de Clibano sont également chanteurs. Alors que son père est également connu comme compositeur, son frère Jan ne l'est pas. Jérôme de Clibano est né à Bois-le-Duc. Les détails du début de sa vie ne sont pas connus, mais on pense généralement qu'il a commencé à apprendre la musique avec son père et a été formé plus complètement (de manière pratique aussi bien que théorique) dans une école de chant (c'est-à-dire à l'école maîtrisienne) locale, établissement dépendant d'une des nombreuses églises où étaient alors formés les chantres (chanteurs) et les compositeurs. Entre novembre 1484 et le début de 1488, il est chanteur à l'Illustre Confrérie de Notre-Dame (Illustre Lieve Vrouwe Broederschap) à Bois-le-Duc. Il déménage pour Bruges, où il est inscrit comme Succentor (maître de musique et des enfants de chœur) à la cathédrale Saint-Donatien. Les registres du lieu indiquent qu'il est accusé de négligence et il est exclu de son poste en 1497 (les renvois, suivis ou non de réintégration, étaient fréquents). En 1499 il travaille à la cathédrale Notre-Dame d'Anvers, remplaçant un autre musicien travaillant pour le chapitre canonial, le compositeur de renom Jacob Obrecht. 
Philippe Ier de Castille fait venir Clibano dans sa Grande Chapelle comme chanteur le 6 août 1500, le même jour qu'Alexandre Agricola, un compositeur bien plus connu que lui. Les rôles de cette période indiquent que Clibano progresse rapidement, davantage qu'Agricola, mais n'atteint jamais le niveau de Pierre de la Rue. Durant son emploi à la Grande Chapelle, il se rend en Espagne, mais meurt durant le voyage du retour, probablement à Lyon, où dans un autre endroit visité durant son voyage entre le 25 mars 1503 (où il est connu qu'il était encore en vie) et le 15 mai (où les sources indiquent qu'il est décédé),.

## Musique
Trois œuvres sont attribuées à Jérôme de Clibano. La première, et la plus fiable, est un motet pour quatre voix, Festivitatem dedicationis, qui a été écrite pour la dédicace d'une église. Les autres pièces sont une messe cyclique basée sur l'Asperges me, la Missa Et super nivem dealbabor, et un Credo de villagiis (publié par Ottaviano Petrucci en 1505. Les messes et le Credo peuvent cependant avoir été écrits par le père de Jérôme, Nicasius de Clibano.